# ジョン・ロッジ (歴史学者)
ジョン・ロッジ（英語: John Lodge、1692年 – 1774年2月22日）は、アイルランド王国で活躍した、イングランド出身のアーキビスト、系譜学者。著作『アイルランド貴族名鑑』（The Peerage of Ireland、1754年初版、1789年第2版）で知られる。

## 生涯

### イングランドの聖職者
農家エドマンド・ロッジ（Edmund Lodge）の息子として、1692年にランカシャーのボルトン＝ル＝サンズで生まれ、1693年1月22日に同地で洗礼を受けた。クラッパムの学校で教育を受けた後、1716年6月26日にケンブリッジ大学セント・ジョンズ・カレッジに入学、1719年/1720年にB.A.の学位を、1730年にM.A.の学位を修得した。1720年6月12日にリンカーンで執事に叙任され、1721年9月23日にイーリーで司祭に叙任された。1722年9月20日にケンブリッジシャーのマーチで説教をする免許を得て、1723年に同地で教区副牧師（curate）に叙任され、1725年6月15日に同地の教区学校校長に任命された。

### アイルランドにて
『アイルランド人名事典』（Dictionary of Irish Biography）によると、1732年にはアイルランドに移住した可能性があるが、確実な記録としては1743年に第6代アングルシー伯爵リチャード・アンズリーがアルサム男爵位の継承を主張した裁判に出席したことがはじめてだった。ロッジはこの裁判で速記を行い、1744年に裁判の記録を出版した。
1742年8月に『アイルランド貴族名鑑』（The Peerage of Ireland）を出版する意向であることを公表し、1754年に4巻で出版を実現させた。『英国人名事典』は『アイルランド貴族名鑑』を「勤勉、正確さと学問の金字塔」（a monument of industry, accuracy and learning）と評し、『オックスフォード英国人名事典』も同様の評価を下したが、現代ではジョージ・エドワード・コケインの『完全貴族名鑑』第2版に取って代わられたとしている。その後、好古家マーヴィン・アーチダルはロッジの貴族名鑑を7巻に大幅加筆して、1789年に第2版を出版した。
1751年にはアビー・ストリートに住み、同年にダブリン城バーミンガム・タワー（Bermingham Tower）の副記録員（deputy keeper of the records）に任命され、1759年にdeputy-clerk and keeper of the rollsに任命された。
アーマー大主教リチャード・ロビンソンと親しい友人であり、そのつてにより息子ウィリアムがアーマー聖堂尚書（Chancellor）に任命された。

### 死去
1774年2月22日、バースで死去した。死後、蔵書の一部がアーマー公立図書館に寄贈された。また、1768年にマイケル・イグナティアス・ダガン（Michael Ignatius Dugan、1768年没）からサー・ジェームズ・ウェア、アンソニー・ドッピング、ウォルター・ハリスの手稿を継承しており、自身の手稿も含めて1865年にアーマー公立図書館館長ウィリアム・リーヴスにより購入され、図書館の蔵書となった。
ロッジは副記録員として扱った公文書の索引を作成していたが、これらの索引は1783年に政府により未亡人エドワーダへの年金100ポンドと息子ウィリアムへの年金200ポンドを代償として購入され、1922年にダブリンにあるアイルランド資料保管オフィス（Public Record Office of Ireland）がダブリンの戦いで破壊されたときも焼失を免れ、現代ではアイルランド国立公文書館が所蔵する。

## 著作
- Report of the Trial in Ejectment of Campbell Craig（1744年） - 1743年に行われた、第6代アングルシー伯爵リチャード・アンズリー（英語版）がアルサム男爵位の継承を主張した裁判の記録[1]。
- 『アイルランド貴族名鑑』（The Peerage of Ireland、1754年初版、4巻、八折り判、ロンドン[1]）
  - 1789年、好古家マーヴィン・アーチダル（英語版）はロッジの貴族名鑑を7巻に大幅加筆して第2版を出版した（八折り判、ロンドンとタブリン[1]）
- Evidences of the see of Armagh（1767年） - ロッジがアーマー大主教（英語版）リチャード・ロビンソン（英語版）に贈った手稿[4]
- The Usage of Holding Parliaments in Ireland（1770年、八折り判、ダブリン、匿名出版[1]）
- Desiderata curiosa Hibernica（1772年、2巻、八折り判、ダブリン） - エリザベス1世、ジェームズ1世、チャールズ1世の治世におけるアイルランド政府、総督などアイルランドの政治制度に関する公文書の選集[1]

## 家族
1人目の妻をハミルトン氏（Miss Hamilton）といい、2人目の妻はエドワーダ・ガランド（Edwarda Galland、1783年以降没）だった。ロッジは合計で9人の子女をもうけたが、そのうち8人がロッジに先立って死去した。
- ジョン（1722年 – 1766年） - ケンブリッジシャーのマーチ（英語版）で生まれた[5]。1740年6月24日にケンブリッジ大学セント・ジョンズ・カレッジに入学、1743年/1744年にB.A.の学位を修得した[5]。1744年12月にイーリーで執事に、1749年5月21日にピーターバラで司祭に叙任され、1758年から1766年までリンカンシャーのモールトン（英語版）の教区牧師を務めた[5]
- ウィリアム（1742年 – 1813年） - 1785年にアーマー公立図書館（Armagh Public Library）の初代館長[3]、1790年よりアーマー聖堂（英語版）尚書（Chancellor）[1]